# Julien-Jean-François Loysel
Pour les articles homonymes, voir Loysel.
Julien-Jean-François Loysel, né le 21 novembre 1751 à Fougères et mort le 18 octobre 1829, est un magistrat et homme politique français.

## Biographie
Fils de Jean-François Loysel, sieur de Courtoux, avocat à la cour, et de dame Renée-Françoise Crosnier, il fut, au début de la Révolution, commissaire près la municipalité de Fougères. Élu, le 25 germinal an VI, député d'Ille-et-Vilaine au Conseil des Anciens, il en fut secrétaire, ne se montra pas hostile au coup d'État du 18 brumaire, et fut nommé, le 12 floréal an VIII, président du tribunal de première instance, fonction qu'il occupa pendant toute la durée du régime consulaire et impérial. Le 11 mai 1815, il fut élu par l'arrondissement de Fougères représentant à la Chambre des Cent-Jours, avec 17 voix sur 39 votants ; il quitta la vie politique après cette courte législature.

## Sources
- « Julien-Jean-François Loysel », dans Adolphe Robert et Gaston Cougny, Dictionnaire des parlementaires français, Edgar Bourloton, 1889-1891 [détail de l’édition]